# Sundnesøya
Sundnesøya est une île dans le landskap Sunnhordland du comté de Vestland. Elle appartient administrativement à Kvinnherad.

## Géographie
Rocheuse et couverte d'arbres, elle s'étend sur environ 395 m de longueur pour une largeur approximative de 189 m. Elle compte une dizaine d'habitations, plusieurs quais d'amarrage et un petit port de plaisance abrité. 